# Lorne Mitton
Pour les articles homonymes, voir Mitton.
Lorne Mitton est un homme politique canadien du Nouveau-Brunswick.
Lorne Mitton est élu au conseil municipal de la ville de Moncton en 1998 en tant que conseiller général. En 2004, il remporte la mairie alors que son prédécesseur, Brian Murphy, avait décidé ne pas se représenter, décision qu'il prend lui-même à la fin de son mandat, en 2008.
L'essentiel de sa carrière professionnelle s'est déroulée dans le milieu du transport (notamment le Canadien National) et il a été président de l'Association canadienne de curling de 1994 à 1995.